# Пеньківська сільська рада (Старокостянтинівський район)
Пенькі́вська сільська́ ра́да — адміністративно-територіальна одиниця та орган місцевого самоврядування у Старокостянтинівському районі Хмельницької області. Адміністративний центр — село Пеньки.

## Загальні відомості
Пеньківська сільська рада утворена в 1928 році.
- Територія ради: 45,943 км²
- Населення ради: 1 265 осіб (станом на 2001 рік)

## Населені пункти
Сільській раді підпорядковані населені пункти:
- с. Пеньки
- с. Андронівка
- с. Бовкуни
- с. Драчі
- с. Залісся
- с. Криниця

## Склад ради
Рада складається з 16 депутатів та голови.
- Голова ради: Загорський Віктор Станіславович
- Секретар ради: Фещук Наталія Іванівна

### Керівний склад попередніх скликань
| Прізвище, ім'я, по батькові     | Основні відомості                                                               | Дата обрання | Дата звільнення |
| ------------------------------- | ------------------------------------------------------------------------------- | ------------ | --------------- |
| Загорський Віктор Станіславович | Сільський голова, 1973 року народження, освіта середня спеціальна               | 26.03.2006   | 31.10.2010      |
| Загорський Віктор Станіславович | Сільський голова, 1973 року народження, освіта середня спеціальна, безпартійний | 31.10.2010   |                 |

Примітка: таблиця складена за даними сайту Верховної Ради України

### Депутати
За результатами місцевих виборів 2010 року депутатами ради стали:

#### За суб'єктами висування
| Суб'єкт висування                                       | Кількість обраних депутатів | %    |
| ------------------------------------------------------- | --------------------------- | ---- |
| Самовисування                                           | 6                           | 37,5 |
| Народна партія                                          | 4                           | 25   |
| Партія регіонів                                         | 4                           | 25   |
| Політична партія Всеукраїнське об'єднання «Батьківщина» | 1                           | 6,3  |
| Політична партія «Сильна Україна»                       | 1                           | 6,3  |

#### За округами
| № округу                                                | Прізвище, ім'я, по батькові     | Дата визнання обраним | Освіта             | Партійна приналежність                        | Відомості про обраного депутата                     |
| ------------------------------------------------------- | ------------------------------- | --------------------- | ------------------ | --------------------------------------------- | --------------------------------------------------- |
| Народна Партія                                          |                                 |                       |                    |                                               |                                                     |
| 4                                                       | Гурська Віра Никанорівна        | 04.11.2010            | середня спеціальна | член Народної партії                          | Пеньківська сільська рада, секретар                 |
| 5                                                       | Демчук Галина Дем'янівна        | 04.11.2010            | середня спеціальна | член Народної партії                          | Пеньківський БК, директор БК                        |
| 7                                                       | Ковальська Олена Анатоліївна    | 04.11.2010            | середня спеціальна | член Народної партії                          | ППБогдан с. Пеньки, підсобний працівник             |
| 11                                                      | Миколайчук Віктор Петрович      | 04.11.2010            | середня спеціальна | член Народної партії                          | тимчасово не працює                                 |
| Партія регіонів                                         |                                 |                       |                    |                                               |                                                     |
| 1                                                       | Гнатюк Валентина Анатоліївна    | 04.11.2010            | середня спеціальна | член Партії регіонів                          | Відділення зв'язку с. Драчі, листоноша              |
| 9                                                       | Мандибура Валентина Борисівна   | 04.11.2010            | середня            | член Партії регіонів                          | Пеньківська сільська рада, соціальний педагог       |
| 12                                                      | Миколайчук Людмила Вікторівна   | 04.11.2010            | середня            | член Партії регіонів                          | Пеньківський фельдшерсько-акушерський пункт, акушер |
| 13                                                      | Негода Надія Олександрівна      | 04.11.2010            | середня            | член Партії регіонів                          | с. Драчі ФГ Тера-Віва, агроном                      |
| Політична партія Всеукраїнське об'єднання «Батьківщина» |                                 |                       |                    |                                               |                                                     |
| 8                                                       | Лисинчук Ніна Василівна         | 04.11.2010            | середня            | член Всеукраїнського об'єднання «Батьківщина» | с. Драчі ФГ Тера-Віва, підсобний працівник          |
| Політична партія «Сильна Україна»                       |                                 |                       |                    |                                               |                                                     |
| 10                                                      | Маргосюк Алла Василівна         | 04.11.2010            | середня            | член Політичної партії «Сильна Україна»       | тимчасово не працює                                 |
| Самовисування                                           |                                 |                       |                    |                                               |                                                     |
| 2                                                       | Гнатюк Людмила Василівна        | 04.11.2010            | вища               | позапартійна                                  | Пеньківська загальноосвітня школа, вчитель          |
| 3                                                       | Гнатюк Людмила Миколаївна       | 04.11.2010            | середня спеціальна | позапартійна                                  | тимчасово не працює                                 |
| 6                                                       | Іськова Світлана Вікторівна     | 04.11.2010            | середня спеціальна | позапартійна                                  | РУСЗН м. Старокостянтинів, соцпрацівник             |
| 14                                                      | Остапчук Анатолій Олександрович | 04.11.2010            | середня спеціальна | член Народної партії                          | тимчасово не працює                                 |
| 15                                                      | Попко Галина Анатоліївна        | 04.11.2010            | вища               | позапартійна                                  | приватний підприємець                               |
| 16                                                      | Фещук Наталія Іванівна          | 04.11.2010            | середня спеціальна | позапартійна                                  | Пеньківська сільська рада, землевпорядник           |